# Acanthodoxus delta
Acanthodoxus delta là một loài bọ cánh cứng trong họ Cerambycidae.